# هانيل روبرت
هانيل روبرت (بالفنلندية: Hannele Lauri)‏ هي ممثلة فنلندية، ولدت في 21 يوليو 1952 في تامبيري في فنلندا.

## وصلات خارجية
- هانيل روبرت على موقع IMDb (الإنجليزية)
- هانيل روبرت على موقع ميوزك برينز (الإنجليزية)
- هانيل روبرت على موقع ديسكوغز (الإنجليزية)
- هانيل روبرت على موقع قاعدة بيانات الفيلم (الإنجليزية)